# Перельман, Александр Ильич
Александр Ильич Перельман (1916—1998) — советский и российский учёный, почвовед и геохимик, доктор геолого-минералогических наук (1954), профессор (1967), Лауреат Государственной премии СССР.
Автор около 250 научных трудов, классического учебника «Геохимия ландшафта», ряда научно-популярных книг по географии, а также научных биографий выдающихся русских учёных.

## Биография
Родился 18 мая 1916 года в Москве в семье служащих-евреев.
После окончания московской средней школы № 6, с 1933 года учился в Московском университете, сначала на рабочем факультете, затем — на почвенно-географическом факультете. Окончив университет в 1938 году, по 1941 года обучался в аспирантуре образованного в 1938 году географического факультета у известного почвоведа В. В. Геммерлинга. В 1941 году защитил кандидатскую диссертацию на тему «Опыт энергетической характеристики некоторых реакций химического выветривания». В 1954 году — докторскую на тему «Аккумуляция урана в ископаемых и реликтовых почвах Восточной Туркмении и Западного Узбекистана».
Во время Великой Отечественной войны Александр Перельман работал военным инженером-геологом.
После войны работал в Академии наук СССР: сначала в Геологическом институте, затем — в Институте геологии рудных месторождений, минералогии, петрографии и геохимии, где проработал до конца жизни. Одновременно читал лекции на географическом факультете Московского университета: с 1951 по 1971 годы — на кафедре физической географии СССР, с 1972 по 1998 годы — на кафедре геохимии ландшафтов и географии почв.
Дочь — Наталья Шмелькова (1942—2019), прозаик, мемуарист.
Жил в Москве на проспекте Вернадского, 111. Умер 7 марта 1998 года в Москве. Похоронен на Востряковском кладбище.

## Награды
- За работу в годы войны награждён орденом Отечественной войны 2-й степени и медалью «За доблестный труд в Великой Отечественной войне 1941—1945 гг.».[3]
- Лауреат Государственной премии СССР в области науки и техники за монографию «Основы гидрогеологии» (1986, в составе авторского коллектива) и премии Правительства РФ в области науки и техники за работу «Научные основы и методика обеспечения радиоэкологической безопасности на базе биоиндикации и геохимии ландшафтов» (1996, в составе авторского коллектива).
- Награждён памятной медалью РАЕН «Автор научного открытия», посвященной лауреату Нобелевской премии П. Л. Капице (за фундаментальный научный вклад в теорию геохимических барьеров) и золотой медалью Ф. П. Литке Географического общества СССР за книгу «Геохимия ландшафта», также награждён Золотой медалью ВДНХ СССР № 767н.[4]

## Основные труды
- Перельман А. И. Очерки геохимии ландшафта / Под ред. акад. Д. И. Щербакова; Ред. карт Г. Н. Мальчевский. — М.: Географгиз, 1955. — 392 с. — 5000 экз.
- Перельман А. И. Геохимия ландшафта. — М.: Географгиз, 1961. — 392 с.
- Евсеева Л. С., Перельман А. И. Геохимия урана в зоне гипергенеза. — М.: Госатомиздат, 1962. — 240 с.
- Перельман А. И. Атомы в природе: Геохимия ландшафта. — М.: Наука, 1965. — 192 с. — (Научно-популярная серия). — 22 000 экз.
- Перельман А. И. Геохимия ландшафта. — М.: Высшая школа, 1966. — 392 с. — 6000 экз.
- Перельман А. И. Александр Евгеньевич Ферсман. — М.: Наука, 1968. — 296 с. — 15 000 экз.
- Перельман А. И. Геохимия эпигенетических процессов: Зона гипергенеза. — 3-е изд., перераб. и доп. — М.: Недра, 1968. — 332 с. — 3800 экз.
- Перельман А. И. Геохимия элементов в зоне гипергенеза. — М.: Недра, 1972. — 288 с. — 2600 экз.
- Перельман А. И. Геохимия биосферы. — М.: Наука, 1973. — 168 с. — (Научно-популярная серия). — 14 000 экз.
- Евсеева Л. С., Перельман А. И., Иванов К. Е. Геохимия урана в зоне гипергенеза. — 2-е изд., перераб. и доп. — М.: Атомиздат, 1974. — 280 с.
- Перельман А. И. Геохимия ландшафта. — 2-е изд., перераб. и доп. — М.: Высшая школа, 1975. — 344 с. — 9000 экз.
- Перельман А. И. Биокосные системы Земли. — М.: Наука, 1977. — 160 с. — (Человек и окружающая среда). — 22 400 экз.
- Глазовская М. А., Парфенова Е. И., Перельман А. И. Борис Борисович Полынов. 1877—1952. — М.: Наука, 1977. — 144 с. — (Научно-биографическая серия). — 11 500 экз.
- Перельман А. И. Геохимия: Учебное пособие. — М.: Высшая школа, 1979. — 424 с.
- Перельман А. И. Геохимия природных вод / Отв. ред. А. В. Щербаков. — М.: Наука, 1982. — 152 с. — (Человек и окружающая среда). — 30 000 экз.
- Перельман А. И. Александр Евгеньевич Ферсман. 1883—1945. — 2-е изд., перераб. и доп. — М.: Наука, 1983. — 272 с. — (Научно-биографическая серия). — 26 000 экз.
- Перельман А. И. Изучая геохимию… (О методологии науки). — М.: Наука, 1987. — 152 с. — (Наука и технический прогресс). — 10 500 экз.
- Перельман А. И., Касимов Н. С. Геохимия ландшафта: Учебное пособие для студентов географических и экологических специальностей вузов. — 3-е изд., перераб. и доп. — СПб.: Изд-во СПбГУ, 1999. — 764 с. — 1000 экз.